# Replay (kleding)
Replay is een Italiaans kledingmerk. Het werd in 1978 op de markt gebracht  door Claudio Buziol, die toen 21 jaar oud was. 
Het bedrijf achter Replay is Fashion Box SpA. dat is opgericht in 1981 en gezeteld is te Asolo. Fashion Box SpA. richt zich zowel op volwassenen (Replay) als op kinderen (Replay & Sons). Het is gespecialiseerd in jeans en denimkledij.
Fashion Box SpA. is actief in Europa, Azië, het Midden-Oosten, Noord- en Zuid-Amerika en in Afrika en heeft 220 winkels in eigen beheer. Verder levert het bedrijf aan warenhuizen en boetieks in het hogere segment. Het merk is verkrijgbaar op ongeveer 5000 verkooppunten. In 2009 maakte de onderneming een omzet van 272 miljoen euro. Europa is veruit de grootste afzetmarkt: 85% van de omzet werd in Europa behaald, waarvan 18% in Italië.
Sinds 2010 is 51% van de aandelen van Fashion Box S.p.A. in handen van Equibox Holding SpA, dat geleid wordt door Matteo en Massimo Sinigaglia. De rest van de aandelen zijn in het bezit van de nazaten van de in 2005 overleden Buziol.
Claudio Buziol bedacht de merknaam Replay tijdens het WK van 1978 in Argentinië. Hij zag tijdens een wedstrijd telkens het woord re-play op het scherm verschijnen. Deze term paste volgens hem goed bij een lijn van kleding in vintagestijl.
Replay was in 2011 en 2012 een van de hoofdsponsoren van de MTV Europe Music Awards.